# Krolloper
Die Krolloper (zeitweilig auch Kroll’sches Theater, Kroll’scher Wintergarten oder Krolls Etablissement) war ein Gebäudekomplex im Großen Tiergarten in Berlin. Er lag an der Westseite des Königsplatzes auf dem Parkgelände, das heute von der Großen Querallee, der Paul-Löbe-Allee, der  Heinrich-von-Gagern-Straße und der John-Foster-Dulles-Allee umsäumt ist. Im Lauf einer wechselvollen Geschichte diente die Anlage zwischen 1844 und 1951 als Vergnügungsetablissement, Komödienbühne, Textillager, Opernhaus und während der Zeit des Nationalsozialismus als Ersatzsitzungsort des Parlaments für das 1933 bei einem Brandanschlag stark beschädigte Reichstagsgebäude.

## Die Ära Kroll (1844–1894)

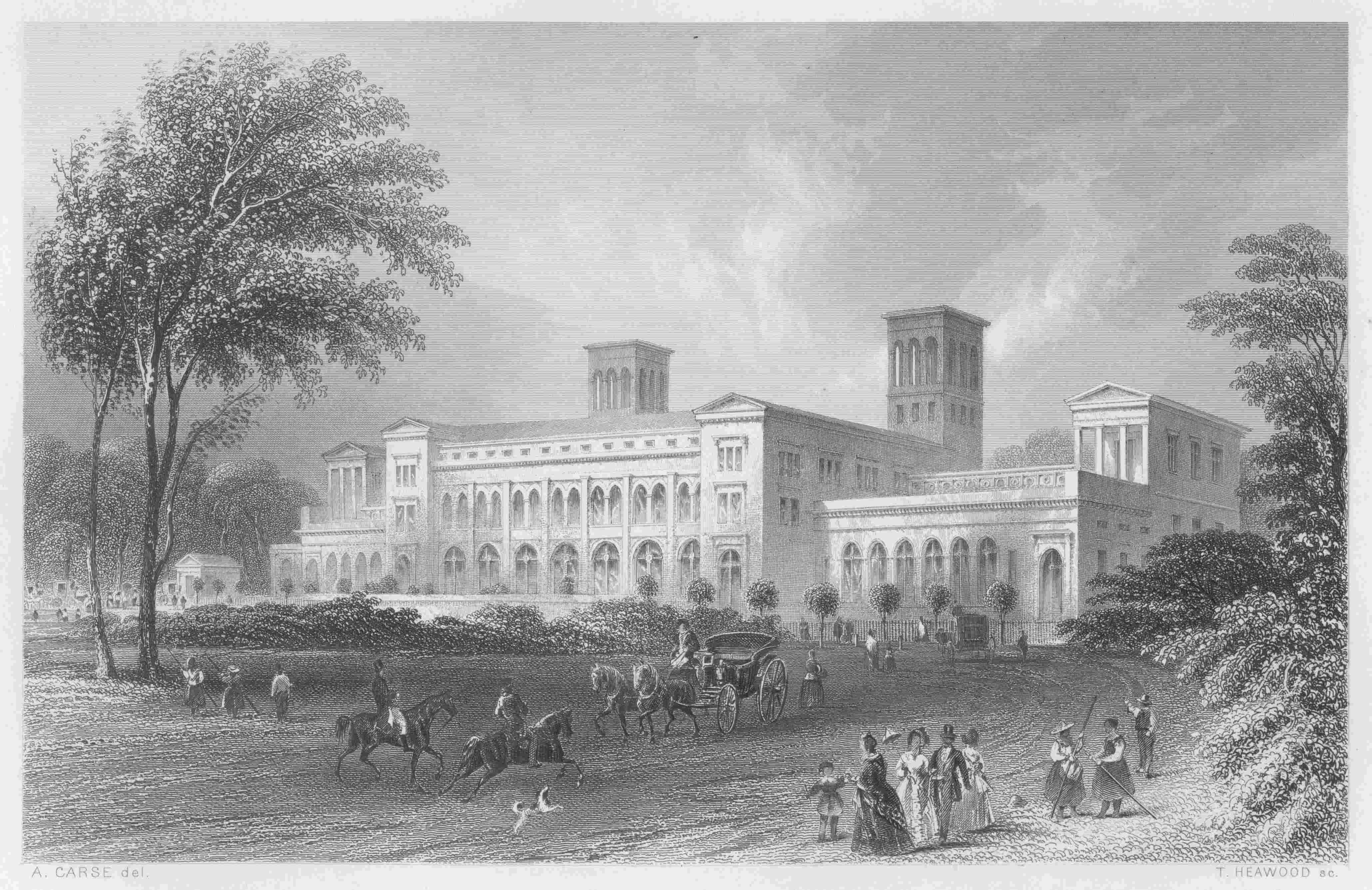
Krolloper um 1850 (Stahlstich)

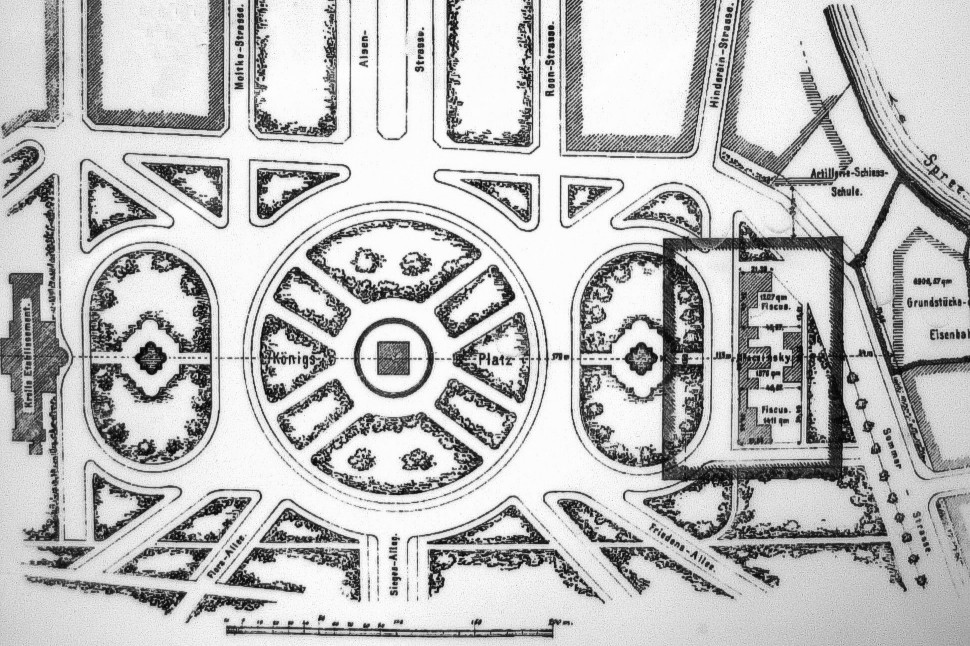
Lageplan von 1879; am westlichen Rand des Königsplatzes die Krolloper, am östlichen die Markierung für den Neubau des Reichstagsgebäudes

Der preußische König Friedrich Wilhelm IV. gab den Anstoß dazu, in seiner Residenz einen neuen Ort vornehmer Geselligkeit zu errichten, nachdem er 1841 bei einem Besuch in Breslau den Kroll’schen Wintergarten kennengelernt hatte. Dem Unternehmer Joseph Kroll überließ man in Berlin kostenlos ein Baugrundstück am Rande des Exerzierplatzes, einer staubigen, bei Regen schlammbedeckten Fläche knapp außerhalb der alten Stadtgrenze. Gefordert wurde allerdings ein persönliches Startkapital von 30.000 Talern, das Kroll sich leihen musste. Auch musste er sich verpflichten, bei Misserfolg das Grundstück zurückzugeben und seine neu errichteten Gebäude wieder abzureißen.
Am Neubau war maßgeblich der königliche Baumeister Ludwig Persius beteiligt – ein deutlicher Hinweis darauf, dass das Projekt dem König am Herzen lag –, dazu kamen die ebenfalls prominenten Architekten Carl Ferdinand Langhans und Eduard Knoblauch. Nach nur zehn Monaten Bauzeit konnte das Unternehmen am 15. Februar 1844 mit einem prachtvollen Ball eröffnet werden. Die schlossartige Anlage bestand aus einem zweigeschossigen Mittelteil zwischen niedrigen Gebäudeflügeln sowie einigen Nebengebäuden. Sie bot Platz für 5000 Gäste, die in zwei Wintergärten, 14 größeren Gesellschaftsräumen und drei großen Sälen, darunter dem besonders prunkvoll ausgestatteten „Königssaal“, bewirtet und von 60 Musikern unterhalten wurden. Eine technische Besonderheit waren die 400 Flammen der gerade neu eingeführten Gasbeleuchtung. Bei seiner Eröffnung galt das „Krollsche Festlocal“ als „vielleicht das größte und schönste, das jetzt in dieser Art irgendwo zu finden ist“.
Das erste Geschäftsjahr konnte durchaus erfolgreich gestaltet werden. In den Straßen Berlins warben großflächige Plakate für aufwendig dekorierte Maskenbälle, Italienische oder Chinesische Nächte, Verlosungen oder Weihnachtsausstellungen. Vorübergehend gastierte auch der Wiener Walzerkönig Johann Strauss bei Kroll – zog sich aber sehr bald wieder zurück, weil, wie er feststellte, seine Musik „dem berlinischen Naturell wenig anhaben konnte“. Trotz aller Anstrengungen stellten sich allmählich wirtschaftliche Schwierigkeiten ein. Joseph Kroll starb 1848 an einem Leberleiden – zuvor bedauerte er, einst dem König begegnet zu sein und sich in Berlin engagiert zu haben.

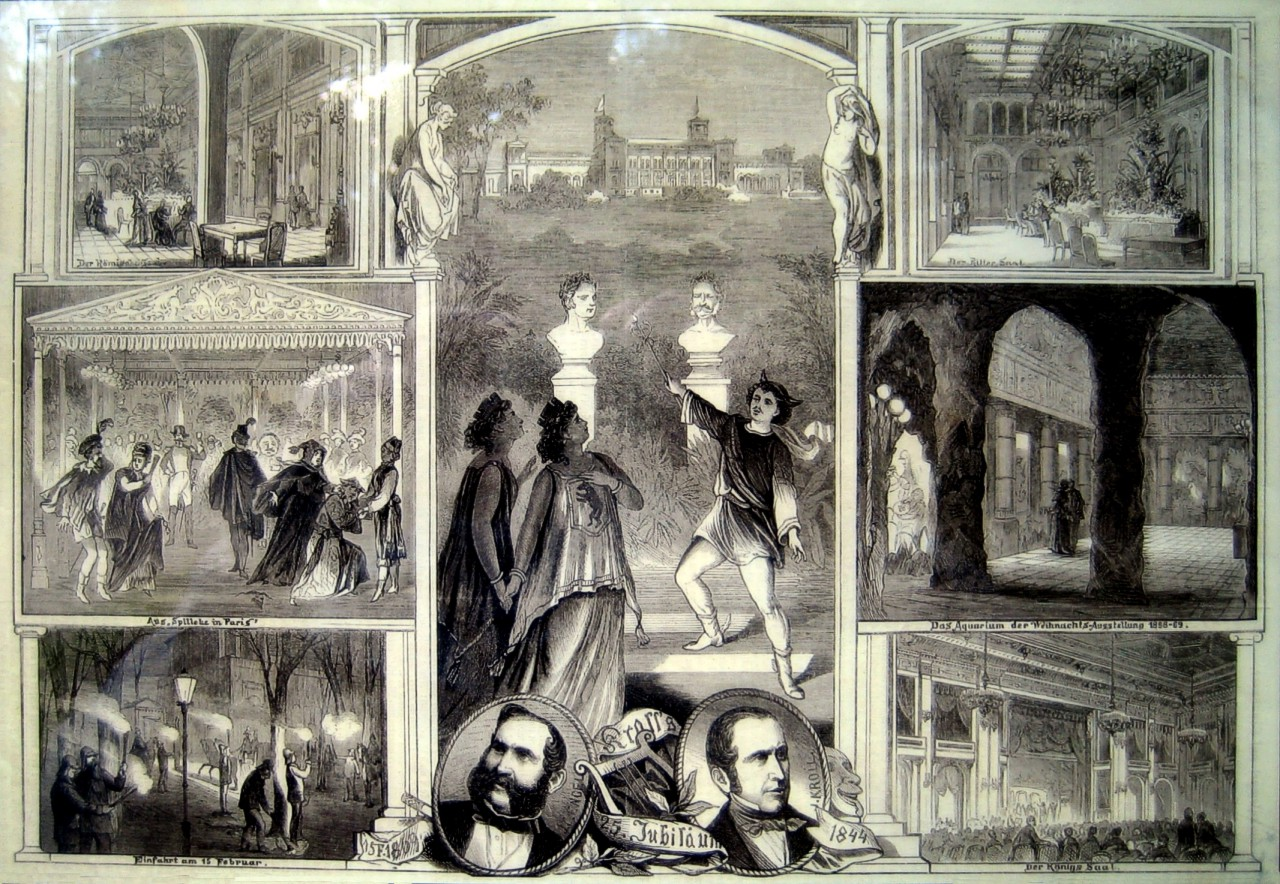
Werbedruck mit den Porträts von Joseph Kroll und Jakob Engel zum 25-jährigen Jubiläum 1869

Krolls älteste Tochter Auguste (1821–1907) übernahm den Betrieb, erweiterte ihn und zeigte Attraktionen wie Dompteurnummern mit wilden Tieren und eine große Gewerbeausstellung. Sie beantragte und erhielt eine Konzession für Theateraufführungen, ließ im Königssaal ein Podium bauen und dort zunächst Volkstümliches aufführen – Komödien, Lustspiele und Lokalpossen. Aber auch einige Opern kamen ins Repertoire, etwa Martha von Friedrich von Flotow und Der Barbier von Sevilla von Rossini. Insbesondere protegierte Auguste Kroll einen Komponisten, der trotz mehrfach guter Publikumserfolge ständig am Rande des Existenzminimums lebte: Albert Lortzing. Seine Opern Der Waffenschmied, Undine und Zar und Zimmermann wurden bei Kroll gespielt, die angespannte finanzielle Lage des Unternehmens erlaubte es allerdings nicht, ihm Tantiemen oder Honorare zu zahlen. Im Februar 1851 brannte das Etablissement bis auf die Grundmauern nieder, nachdem Teile der Theaterkulissen beim Anzünden der Beleuchtung Feuer gefangen hatten. Nur der Garten und das Sommertheater blieben verschont. Die Feuerversicherung zahlte 80.000 Taler – und schon ein Jahr später war das Haus wieder aufgebaut, der Baumeister Eduard Titz gestaltete es noch eindrucksvoller als zuvor.
Im Jahr 1853 heiratete Auguste Kroll den ungarischen Musiker Jakob Engel, der bei ihr als Kapellmeister angestellt war. Das musikalische Programm wurde anspruchsvoller, neben die leichtgängigen Opern traten Werke wie Rossinis Otello oder Kompositionen von Richard Wagner. Am seit langem bestehenden Missverhältnis zwischen hohen Betriebskosten und relativ niedrigen Einnahmen änderte sich nichts. Am 1. April 1855 musste das hoch verschuldete Unternehmen schließen. Mehrere Jahre lang führte einer der Gläubiger den Betrieb weiter, auch er ohne Erfolg. Bei einer Zwangsversteigerung erwarb Jakob Engel 1862 das immer noch verschuldete Unternehmen zurück. Unklar blieb, woher er die erforderlichen 109.000 Taler bekommen hatte. Bei der Programmgestaltung verzichtete er nun auf die kostspieligen Operndarbietungen. Dennoch entstand bald wieder eine kritische Situation. 1869, im Jahr des 25-jährigen Betriebsjubiläums, wurde im Norddeutschen Bund durch die Gewerbeordnung die Gewerbefreiheit eingeführt. Der Konzessionszwang fiel weg, zahlreiche Privatunternehmen entstanden und der Konkurrenzdruck wuchs. Engel wollte verkaufen, aber seine Bemühungen scheiterten an der hohen Hypothekenbelastung. Größere Investitionen verboten sich, weil die Rechtslage des ganzen Areals über viele Jahre hinweg unsicher war. Seit 1864 hieß der Exerzierplatz Königsplatz und wurde grundlegend zu einem repräsentativen Stadtplatz umgestaltet. In den 1870er Jahren gab es im Parlament wiederholt langwierige Diskussionen um den Standort des neuen Reichstagsgebäudes, mit der Option, das Kroll’sche Etablissement dafür abzureißen. Eine Entscheidung fiel erst 1876 – der Neubau des Reichstags entstand auf der gegenüberliegenden Seite des Platzes – und Jakob Engel konnte einige seiner Pläne realisieren, zum Beispiel 1885 die alte Gasbeleuchtung durch elektrisches Licht ersetzen – eine Premiere in Berlin. Der Unternehmer starb 1888, sein Sohn versuchte erfolglos, gegen das schwindende Interesse des Berliner Publikums anzugehen. 1894 musste er aufgeben.

## Königliches Operntheater (1894–1933)

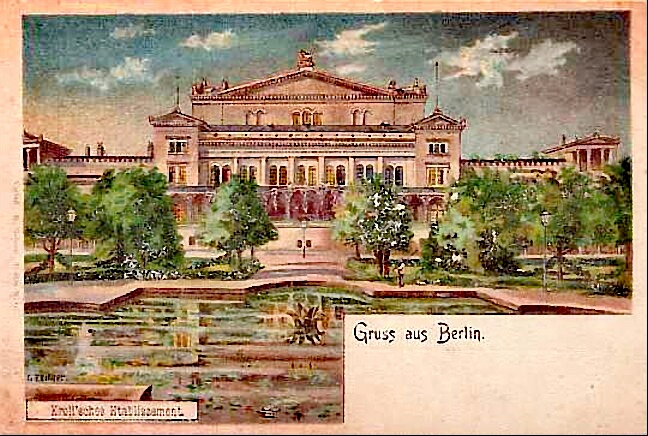
Das Haus um 1895

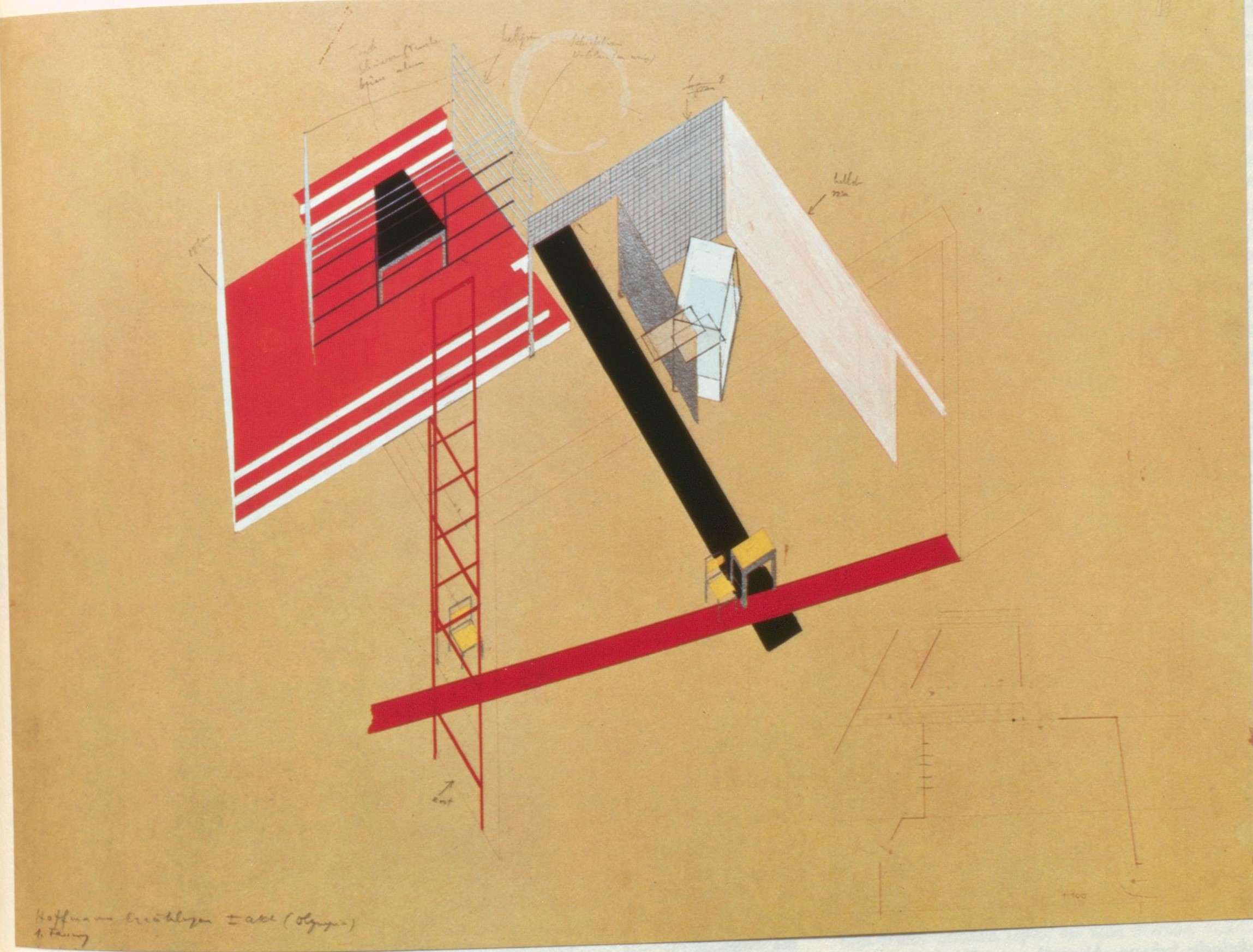
László Moholy-Nagy Bühnenbildentwurf zu Hoffmanns Erzählungen, 1. Bild, 1929

Julius Bötzow, der Besitzer der Bötzow-Brauerei, betrieb das Haus seit 1894 mit mäßigem Erfolg als reinen Gaststättenbetrieb mit einigen wenigen Konzerten. 1895 ließ er von Gustav Hochgürtel und Felix Genzmer ein Bühnenhaus mit einer Vorhalle aus Eisen und Glas im Garten errichten und verpachtete es zunächst, verkaufte es aber 1896 an die Königlichen Schauspiele, eine Institution des Preußischen Staates. Damit endete die Zeit als privat geführtes, multifunktionelles Vergnügungsetablissement und es begann die Geschichte der Krolloper als staatlichem Opernhaus. Das Gebäude bekam den Namen Neues Königliches Operntheater und wurde bis 1898 für den neuen Zweck umgebaut. Danach diente es als Ausweichbühne für andere staatliche Theater, wenn dort längere Bauarbeiten nötig wurden. Es gab aber auch bemerkenswerte eigene Produktionen mit großen Sängern wie Enrico Caruso und der Musik „moderner“ Komponisten wie Igor Strawinski und Gustav Mahler – und Publikumserfolge wie die Serie von 98 Aufführungen der Operette Die Fledermaus von Johann Strauss.
Kaiser Wilhelm II. wünschte sich allerdings an gleicher Stelle ein noch prunkvolleres und größeres Opernhaus mit mindestens 2500 Plätzen. Seit 1904 wurde das Projekt „Neues Königliches Opernhaus Berlin“ erörtert. Zunächst war beabsichtigt, die historische Staatsoper Unter den Linden dafür abzureißen. 1909 wurden die Pläne konkreter, nun wurde der Standort der Krolloper für den Neubau in Aussicht genommen. Der Berliner Stadtbaurat und Architekt Ludwig Hoffmann legte Ende 1913 Entwürfe vor, das Preußische Abgeordnetenhaus bewilligte die notwendigen Geldmittel. Im Sommer 1914 begannen Abrissarbeiten an der Krolloper, sie wurden aber bei Kriegsbeginn am 1. August 1914 sofort wieder eingestellt. Während des Ersten Weltkriegs wurden die Räume, soweit sie noch brauchbar waren, mit Wolle und Lumpen gefüllt, dem Material der Zentralsammelstelle der Reichswollwoche. Den Sommergarten nutzte man in der warmen Jahreszeit als Nachmittagsheim für verwundete Krieger.
Unmittelbar nach Kriegsende wurde Ludwig Hoffmann vom Kultusministerium aufgefordert, das begonnene Großprojekt weiterzuführen; nun sollte ein Volksopernhaus entstehen. Dieser Plan scheiterte – es kam ein neuer Minister und es fehlte an Geld. 1920 pachtete der Verein der Berliner Volksbühne Grundstück und Opernhaus vom Preußischen Staat und verpflichtete sich zum Wiederaufbau des stark renovierungsbedürftigen Gebäudes. Die Fassadengestaltung folgte einem früheren Entwurf Hoffmanns. Der Große Saal für annähernd 2500 Zuschauer wurde von dem Theaterarchitekten Oskar Kaufmann in einem Stil hergerichtet, den Zeitgenossen als „expressionistisches Rokoko“ kritisierten. Gleichzeitig entstanden im Garten neue Terrassen und eine Freilichtbühne, dazu konzipierte Kaufmann auftragsgemäß einen Festsaal für 5000 Personen. Das Projekt überstieg schließlich die finanziellen Möglichkeiten der Volksbühne. Der Staat musste die Kosten der Fertigstellung und das Opernhaus selbst übernehmen. Die Volksbühne verpflichtete sich, die Hälfte der Karten für jede Vorstellung abzunehmen. Als zweite Spielstätte der Staatsoper Unter den Linden und unter dem Namen Oper am Königsplatz wurde das Haus am 1. Januar 1924 mit Richard Wagners  Meistersinger von Nürnberg wiedereröffnet, Erich Kleiber dirigierte. Nachdem 1926 der Königsplatz umbenannt worden war, hieß das Opernhaus offiziell Staatsoper am Platz der Republik. Die Berliner nannten es wie bisher „Krolloper“.

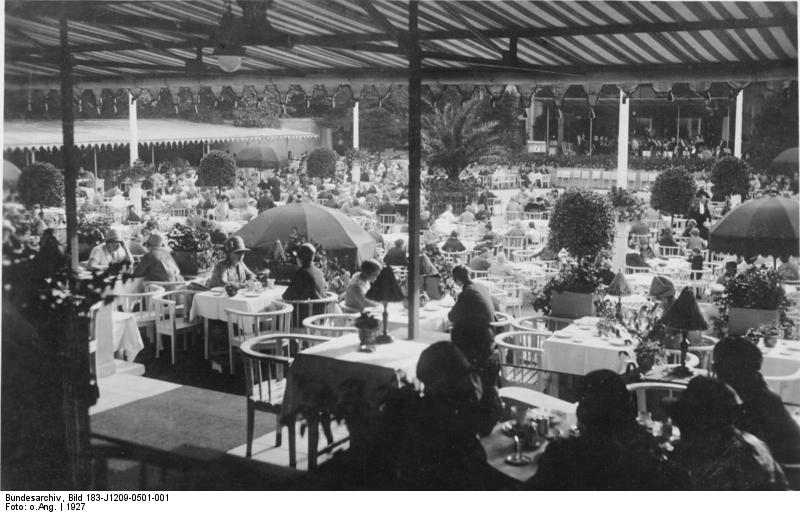
Krollgarten, 1927

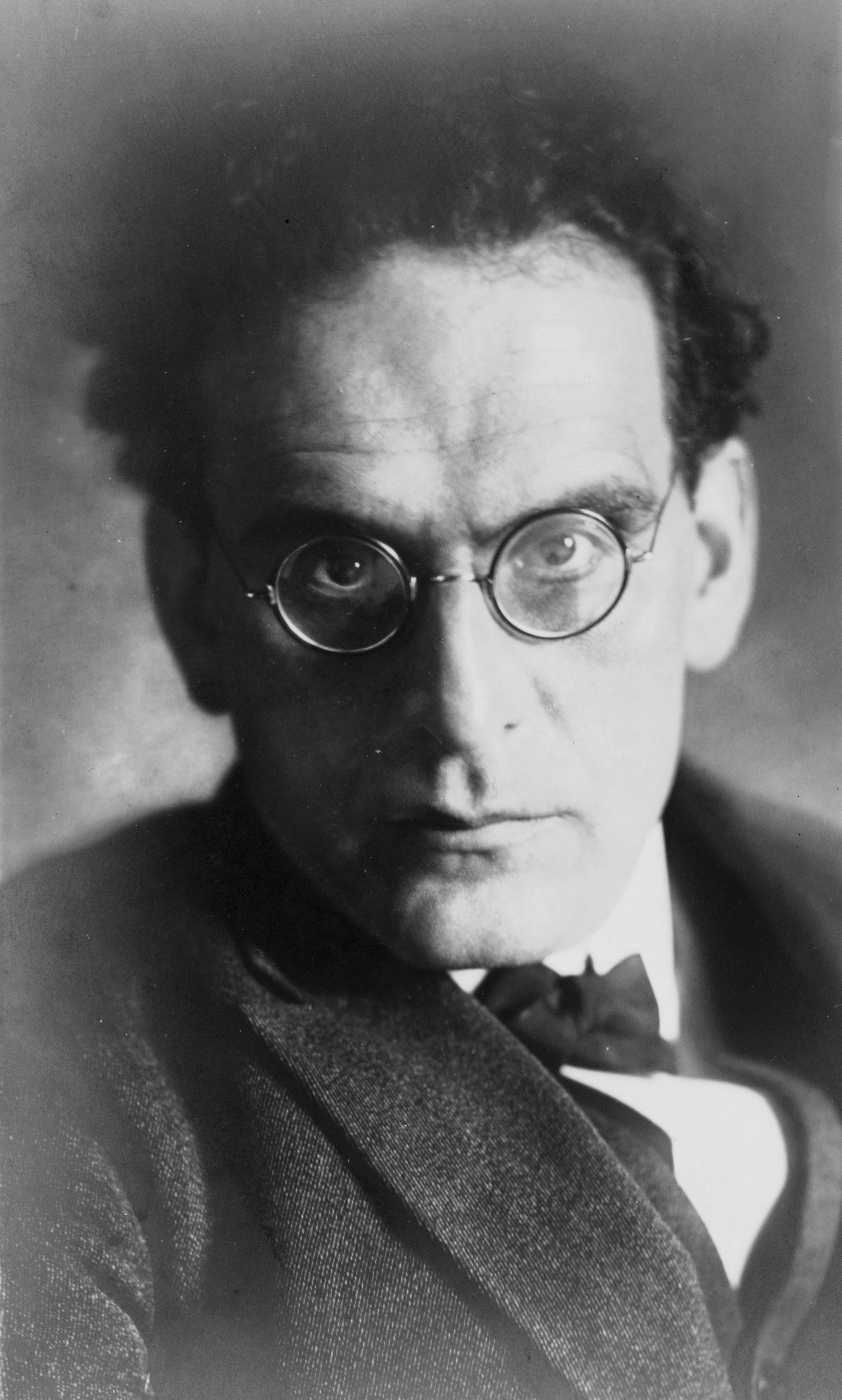
Otto Klemperer

Die Zusammenarbeit der beiden Häuser erwies sich als nicht praktikabel, Sänger und Musiker waren überfordert. Die Zusammenlegung wurde rückgängig gemacht, zum Direktor und musikalischen Leiter der ehemaligen Krolloper berief man den Dirigenten Otto Klemperer. Mit dieser Entscheidung begann der künstlerisch bedeutendste Abschnitt in der Geschichte des Hauses. Eröffnet wurde am 19. November 1927 mit einer modernen Inszenierung der Oper Fidelio von Ludwig van Beethoven. Klemperers erklärtes Ziel war die Erneuerung der Oper als Kunstgattung. In knapp vier Jahren wurden 44 Werke präsentiert, darunter Uraufführungen mit Arbeiten von Arnold Schönberg (Begleitmusik zu einer Lichtspielszene, 1930), Ernst Krenek, Paul Hindemith (Neues vom Tage, 1929), Igor Strawinsky und Leoš Janáček. Als Dirigenten wirkten am Haus Otto Klemperer, Alexander von Zemlinsky und Fritz Zweig; als Regisseure Jürgen Fehling, Ernst Legal, Gustaf Gründgens und Hans Curjel; als Bühnenbildner Ewald Dülberg, Caspar Neher, László Moholy-Nagy, Teo Otto, Oskar Schlemmer und Giorgio de Chirico.
Das Opernensemble unter Klemperer lieferte aus heutiger Sicht bahnbrechende Aufführungen. Aus der Einheit von Werk und Inszenierung, von Musik und Theater erwuchs ein modernes Opernmodell, auf das man nach dem Zweiten Weltkrieg zurückgreifen konnte – wie es beispielsweise Walter Felsenstein in der Komischen Oper Berlin tat. In der aktuellen Situation der Weimarer Republik um 1930 waren die Reaktionen äußerst uneinheitlich. Der aufgeschlossene Teil des Bildungsbürgertums applaudierte. Das Publikum der Volksbühne, die ja 50 Prozent der Karten zu verteilen hatte, war zumeist befremdet – man erwartete konventionell/kulinarische Aufführungen und sah sich mit modernster Opernästhetik konfrontiert. Rechte Parteien beantragten, den Kulturbolschewismus der Oper zu beenden. Für die Schließung, die auch Heinz Tietjen als Generalintendant aller preußischen Staatstheater befürwortete, führte der Preußische Landtag dann ökonomische Gründe an: In Zeiten wirtschaftlicher Krisen könne sich Berlin drei Opernhäuser nicht leisten. Die letzte Vorstellung in der Krolloper fand am 3. Juli 1931 statt – Die Hochzeit des Figaro von Wolfgang Amadeus Mozart. Otto Klemperer kommentierte später: „Ich tat alles nur menschenmöglichste, um die Schließung der Krolloper zu verhindern. Denn ich hing an dieser wie an einem Lebensplan. Ich ließ mich so weit hinreißen, dass ich einen Prozess anstrengte gegen die preußische Regierung. Es kam zu keiner Vereinbarung und ich verlor den Prozess.“

## Das Parlament zur Zeit des Nationalsozialismus (1933–1942)

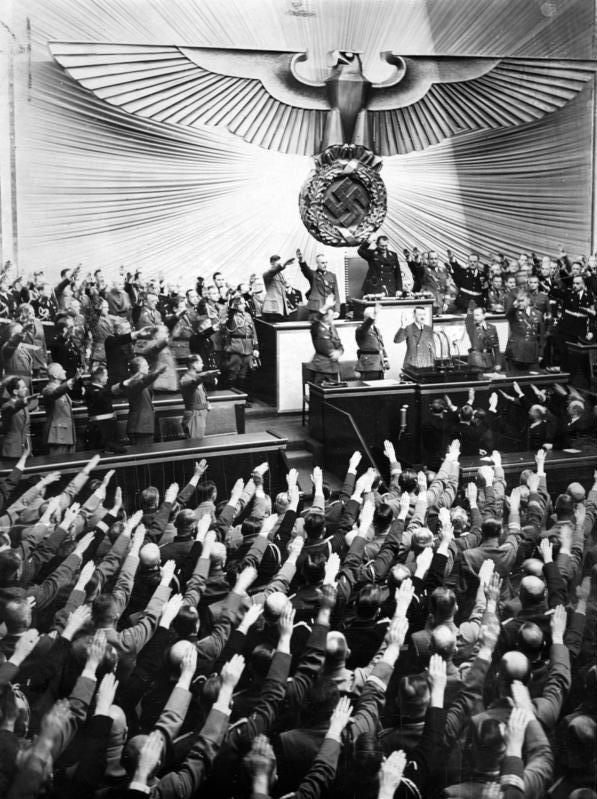
Adolf Hitler vor dem Reichstag in der Kroll-Oper zum Abschluss des Feldzugs gegen Polen, 6. Oktober 1939

Nahezu zwei Jahre lang blieb das Opernhaus ungenutzt. Am 30. Januar 1933 erfolgte die Ernennung Adolf Hitlers zum Reichskanzler. Am 19. Februar 1933 fand hier die Kundgebung Das Freie Wort statt, mit der über 900 vernunftdemokratisch bzw. antinationalsozialistisch eingestellte Geistesgrößen gegen Nationalsozialisten protestierten. Unmittelbar auf den Reichstagsbrand in der Nacht zum 28. Februar 1933 folgte die Reichstagsbrandverordnung, mit der die politische Opposition, zuerst vor allem die KPD, rigoros unterdrückt wurde. In der Reichstagswahl vom 5. März konnten die NSDAP und die mit ihr koalierende DNVP gemeinsam die absolute Mehrheit der Sitze erringen. Nach Vorschrift der Weimarer Verfassung musste das Parlament innerhalb von 30 Tagen nach dem Wahltermin zusammentreten. Weil der Plenarsaal des Reichstagsgebäudes nicht nutzbar war – er wurde während der Zeit des Nationalsozialismus demonstrativ nicht wieder instand gesetzt – wählte man die Krolloper als Tagungsstätte. Am 7. März 1933 begannen die notwendigen Umbauarbeiten. Die Decke des Zuschauerraumes wurde abgesenkt und mit Stoff verkleidet, um die als unpassend heiter empfundenen Deckengemälde verschwinden zu lassen. Im Parkett installierte man 647 Sitze, weit mehr, als zu diesem Zeitpunkt nötig gewesen wären; denn elf SPD-Abgeordnete befanden sich in Schutzhaft; weitere 15 SPD-Abgeordnete waren geflohen, wurden am Eintritt gehindert oder befanden sich im Krankenhaus; und die 81 Mandate der KPD waren am 8. März annulliert worden. Reichsinnenminister Wilhelm Frick kommentierte dies so: 

„Wenn der neue Reichstag zusammentritt, werden die Kommunisten durch dringendere und nützlichere Arbeiten verhindert sein, an der Sitzung teilzunehmen. Diese Herrschaften müssen wieder an nutzbringende Arbeit gewöhnt werden. Dazu werden wir ihnen in Konzentrationslagern Gelegenheit geben.“

In der Folge benutzten die Nationalsozialisten die Reichstagssitzungen in der Krolloper, um in einer Reihe von Beschlüssen den Weg in die Einparteien-Diktatur und in den Krieg formal legitimieren zu lassen. Das Ermächtigungsgesetz vom 24. März 1933 wurde gegen die Stimmen der SPD, aber mit Unterstützung der bürgerlichen Parteien unter der Bezeichnung „Gesetz zur Behebung der Not von Volk und Reich“ angenommen; es beendete die Periode der Demokratie im Deutschen Reich. Danach konnte die Regierung Gesetze erlassen, ohne die Zustimmung des Parlaments und die Unterschrift des Reichspräsidenten einzuholen. Die Proteste der SPD beantwortete Hitler mit Hohn: „Sie reden von Verfolgungen – Sie sind wehleidig, meine Herren und nicht für diese heutige Zeit bestimmt, wenn Sie jetzt schon von Verfolgungen sprechen.“ Schon bei der Sitzung am 12. Dezember 1933 bestand der Reichstag nur noch aus Abgeordneten der NSDAP.
Die wenigen Reichstagssitzungen der folgenden Jahre dienten Hitler als Bühne, um die Ermordung von Führungskräften der SA während der Röhm-Affäre zu rechtfertigen, Ansprüche auf die ehemaligen deutschen Kolonien anzumelden, den Anschluss Österreichs an das Deutsche Reich zu feiern und den westlichen Demokratien mit Krieg zu drohen. Das Ermächtigungsgesetz ließ er mehrfach verlängern.
Die erste Fernsehübertragung in Deutschland wurde der Öffentlichkeit am 18. April 1934 in der Berliner Krolloper vorgestellt (Fernsehsender Paul Nipkow).
Am 1. September 1939 verkündete er den Überfall auf Polen, mit dem der Zweite Weltkrieg begann. Bei der Kriegserklärung Deutschlands an die Vereinigten Staaten am 11. Dezember 1941 erklärte Hitler vor dem Reichstag in der Krolloper den amerikanischen Präsidenten Franklin D. Roosevelt für geisteskrank. Die letzte Sitzung des Reichstags am 26. April 1942 benutzte Hitler, um die militärische Niederlage vor Moskau zum Triumph umzudeuten und sich zum „Obersten Gerichtsherrn aller Deutschen“ erklären zu lassen.

## Ende des Hauses (1942–1957)
In einem kurzen Intermezzo wurde das Gebäude nochmals als Opernhaus genutzt: Das Ensemble der Staatsoper Unter den Linden spielte hier parallel zu den letzten beiden Reichstagssitzungen, nachdem das eigene Haus bei Luftangriffen der Alliierten schwere Schäden erlitten hatte. Im November 1943 wurde auch die Krolloper bei Angriffen der Royal Air Force stark beschädigt. Die Schlacht um Berlin und die Erstürmung des Reichstagsgebäudes durch die Rote Armee am 30. April 1945 verursachten weitere Zerstörungen. Aber schon am 23. Mai 1945, nur 15 Tage nach Kriegsende, begannen Aufräumarbeiten, um das Gartenlokal wieder nutzbar zu machen. In den Sommermonaten fanden im Kroll-Garten Konzert- und Tanzveranstaltungen statt. Nach einer wirtschaftlich unbefriedigenden Saison 1956 gab der letzte Pächter den Betrieb auf. Schon 1951 waren Teile der Hauptgebäude gesprengt und abgetragen worden. Am 4. Mai 1957 beantragte das Grundstücksamt Berlin-Tiergarten die „öffentliche Abräumung“ der Gebäudereste. Im Herbst 1957 waren die letzten Spuren beseitigt.
Seit dem Symposion europäischer Bildhauer 1961–1963 erstreckt sich auf dem ehemaligen Gelände der Krolloper ein Skulpturen gegen Krieg und Gewalt genannter Skulpturengarten.
An der Großen Querallee erinnert seit August 2007 in Höhe des Skulpturengartens eine deutsch-englisch beschriftete Informations- und Gedenktafel an die Krolloper und ihre Geschichte.

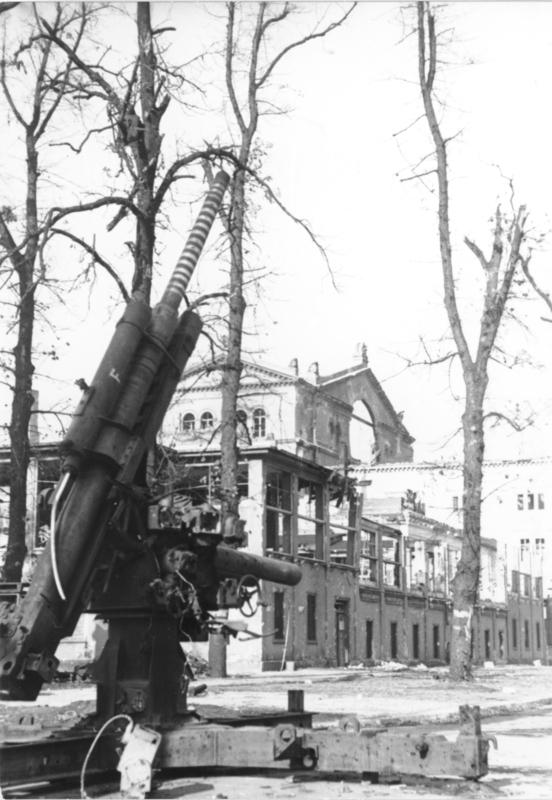
Teilweise zerstörte Krolloper, 1945
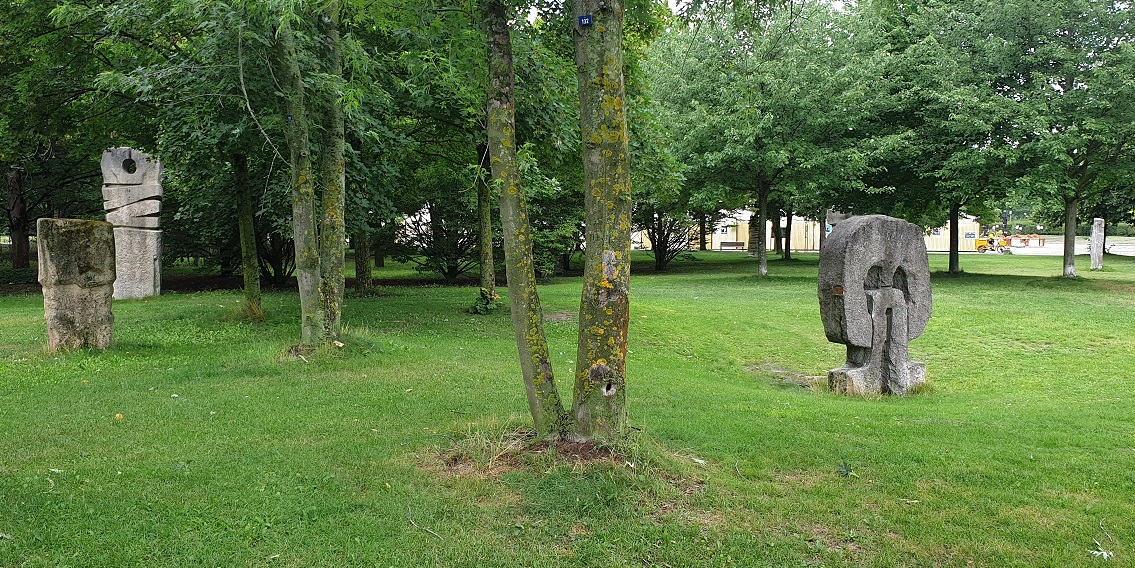
Die Skulpturen gegen Krieg und Gewalt am ehemaligen Standort der Krolloper
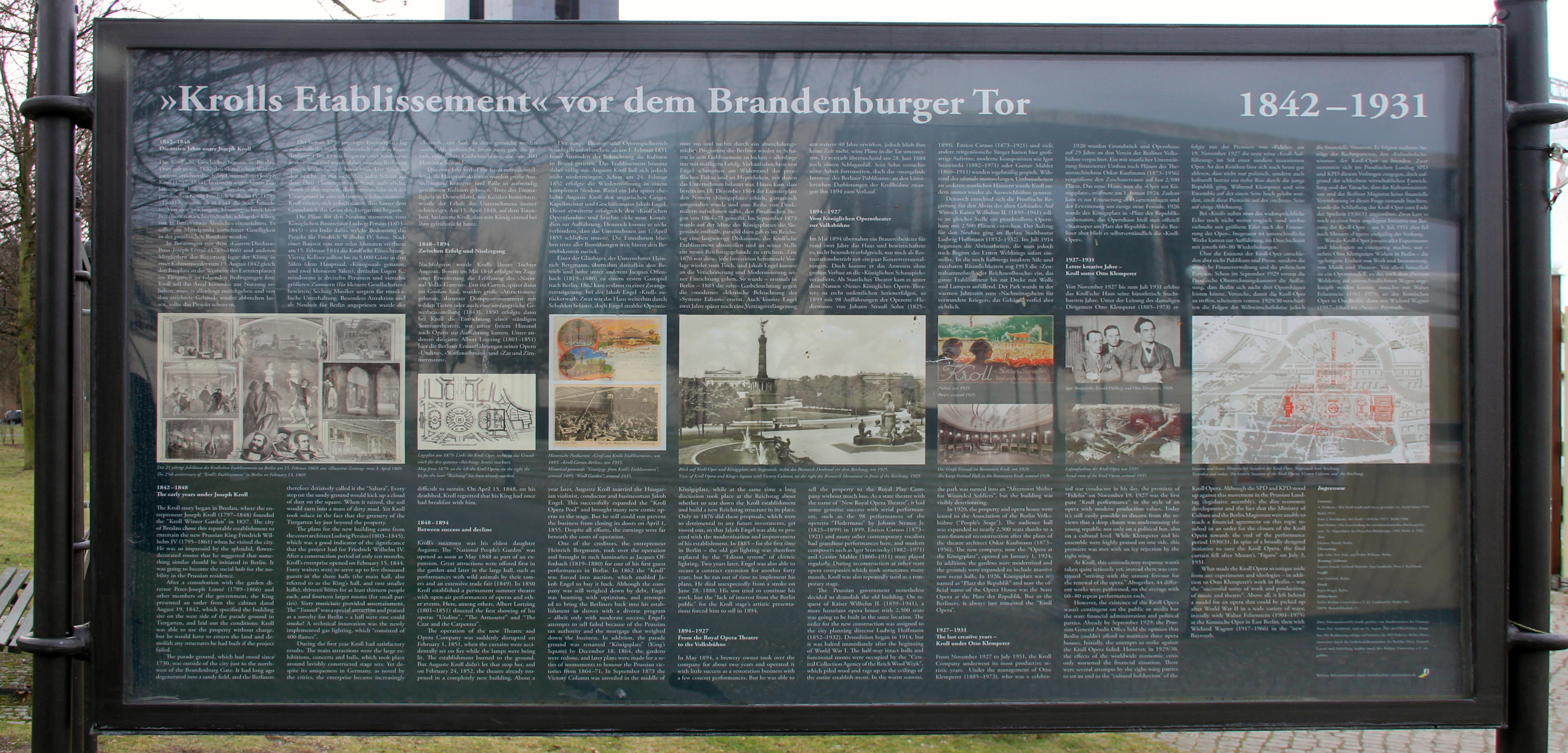
Gedenktafel in der Großen Querallee, in Berlin-Tiergarten
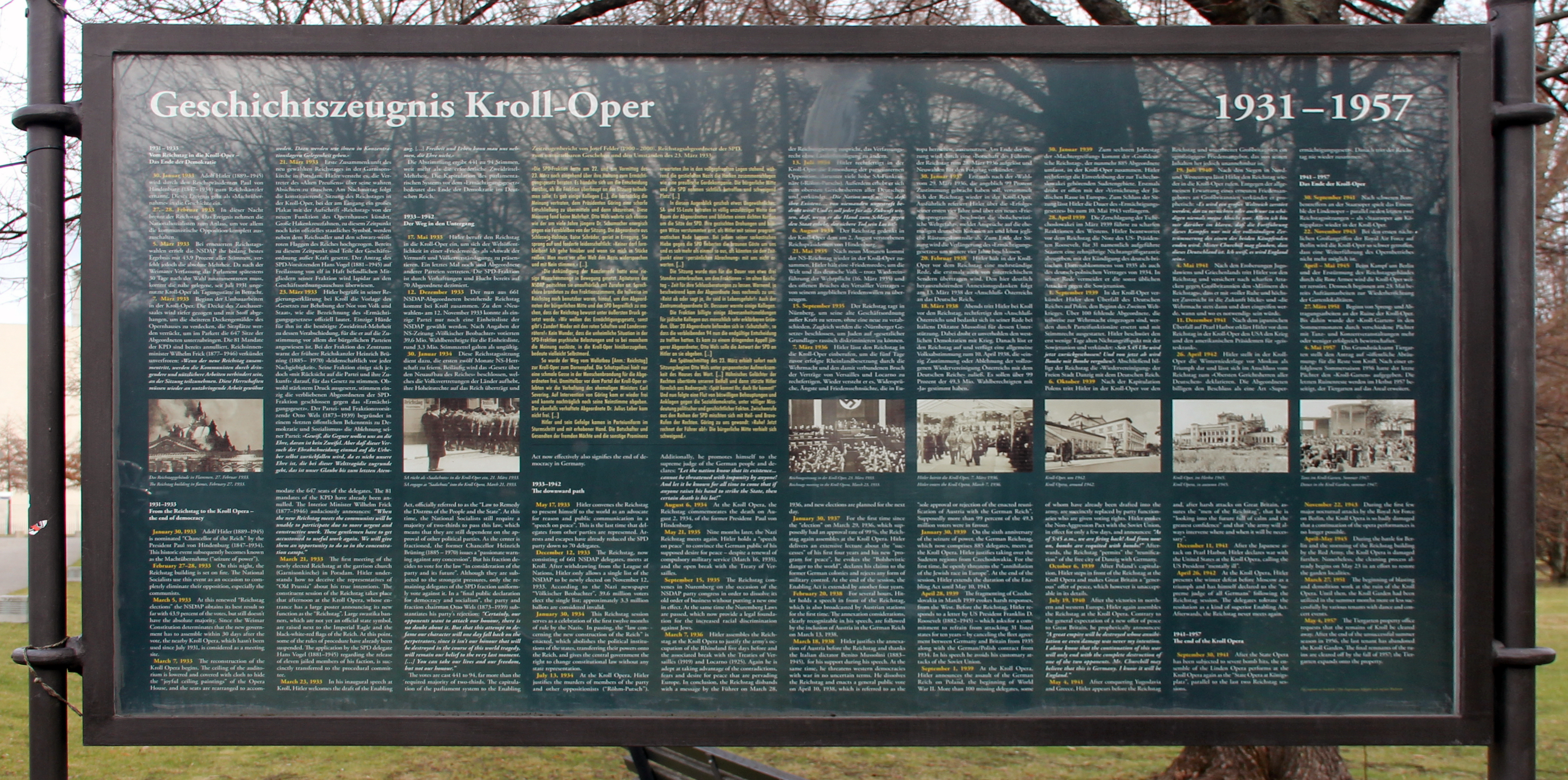
Gedenktafel in der Großen Querallee, in Berlin-Tiergarten
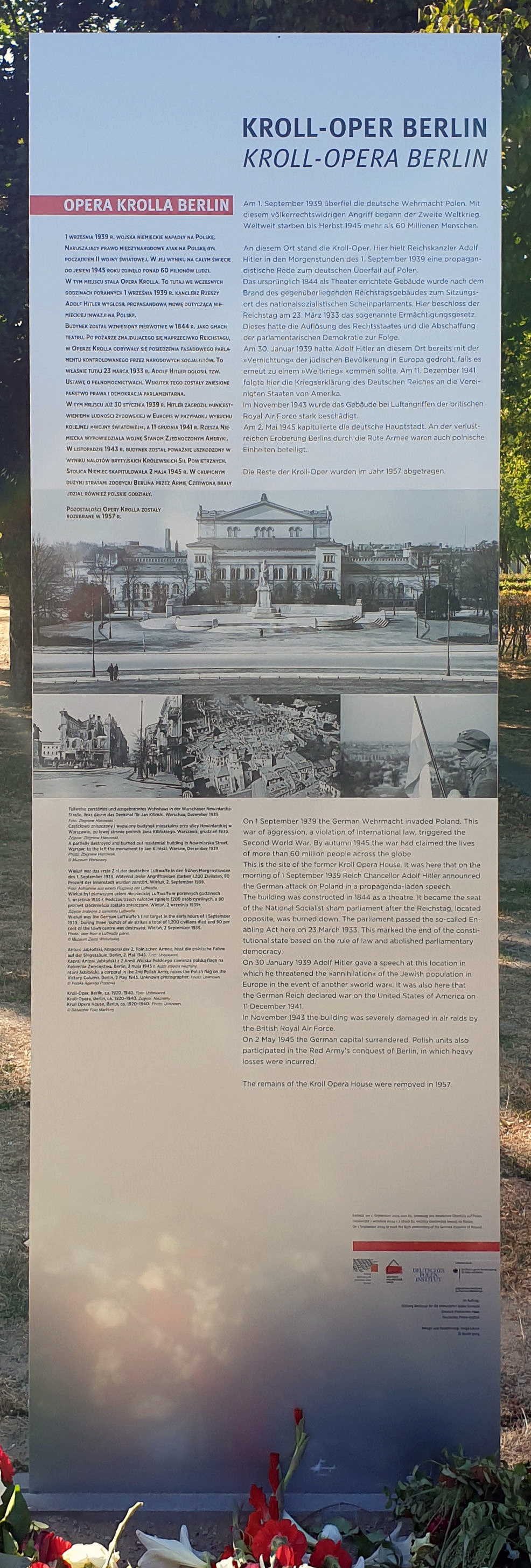
Gedenktafel in der Heinrich-von-Gagern-Straße, in Berlin-Tiergarten